# Хай Мухамедьяров
Хай Мухамедья́ров (повне ім'я — Мухамедьяров Хай Габдрафікович; 1911—1942) — башкирський поет і журналіст.
Народився в с. Кунакбаєво Кунашацького району Челябінської області. Рано осиротів.
У 1928—1929 рр. був завідувачем бюро з піонерської роботи в Аргаяшському кантоні Башкирської АРСР.
У 1929 році стає першим редактором республіканської газети «Молодий будівельник» («Йәш төҙөүсе», нині називається — «Йәншишмә»).
З 1931 року працював редактором, заступником редактора газет «Ленинсы» (нині «Йешлек», Молодість), «Йеш комунар».
У 1933—1937 роках навчався на факультеті мови і літератури Башкирського державного педагогічного інституту ім. Тімірязєва.

Після його закінчення, в 1938—1940 рр. працював науковим співробітником Інституту мови і літератури ім. М.Гафурі.
У 1941—1942 рр. брав участь у Німецько-радянській війні. Загинув на Південному фронті в 1942 році. За даними родичів, загинув у боях під Москвою, недалеко від міста Верея.